# 족제비상어과
족제비상어과 또는 헤미갈레우스과(Hemigaleidae)는 흉상어목에 속하는 상어과의 하나이다. 동대서양과 인도-태평양 연안의 수심 100m의 얕은 수역에서 발견된다. 몸길이는 대부분 1.4m까지 자라지만, 헤미프리스티스 엘롱가투스(Hemipristis elongatus)는 2.4m에 달하는 것으로 추정하고 있다.

## 하위 속
4속 8종으로 이루어져 있으며, 헤미프리스티스속(Hemipristis)은 헤미프리스티스아과(Hemipristinae)로 나머지 3개 속은 헤미갈레우스아과(Hemigaleinae)로 분류한다.
- Chaenogaleus T. N. Gill, 1862
- Hemigaleus (Bleeker, 1852)
- Hemipristis (Agassiz, 1843)
- Paragaleus (Budker, 1935)